# Campionato dei Caraibi di rugby a 15 2012
Il campionato dei Caraibi di rugby 2012 (in inglese 2012 NACRA Rugby Championship) fu l'8ª edizione del campionato dei Caraibi di rugby a 15, competizione organizzata dal NACRA, la confederazione continentale rugbistica centro-nordamericana.
Esso si tenne dal 24 marzo al 23 giugno 2012 e vide impegnate 9 squadre nazionali caraibiche ripartite in due zone geografiche.
La competizione servì anche come primo turno delle qualificazioni americane alla Coppa del Mondo di rugby 2015: la squadra vincente, infatti, oltre a laurearsi campione dei Caraibi, fu ammessa al turno successivo di qualificazione al torneo mondiale per spareggiare contro la vincente del Sudamericano "B" 2012.
La formula previde, per ogni zona, due turni di qualificazione, al secondo dei quali erano già qualificate quattro squadre (Bahamas e Bermuda per la Zona Nord, e Guyana e Trinidad e Tobago per la Zona Sud).
Nel primo turno Giamaica, Messico e Isole Cayman per il Nord e Barbados e Saint Vincent e Grenadine per il Sud si affrontarono in due gironi all'italiana per decidere, per ogni zona, la squadra da ammettere al secondo turno.
Nel secondo turno si disputarono due gironi all'italiana con tre squadre ciascuno.
Le vincitrici delle due zone, rispettivamente Bermuda e Guyana, le stesse dell'edizione precedente, si incontrarono in gara unica in casa della prima ad Hamilton; la compagine interna si confermò campione caraibica battendo Guyana 18-0 e guadagnò il diritto di sfidare i campioni del Sudamericano "B" del Paraguay per proseguire nel cammino di qualificazione alla Coppa del Mondo di rugby 2015.
La gara di apertura del torneo, disputatasi a Città del Messico tra la squadra di casa e la Giamaica, fu anche la prima gara in assoluto delle qualificazioni mondiali; ad arbitrarla fu destinato il sudafricano Craig Joubert, direttore, sei mesi prima, della finale della Coppa del Mondo di rugby 2011 tra Nuova Zelanda e Francia.

## Squadre partecipanti
| Zona                        | Nord                                | Sud                                    |
| --------------------------- | ----------------------------------- | -------------------------------------- |
| Ammesse alla seconda fase   | - Bahamas - Bermuda                 | - Guyana - Trinidad e Tobago           |
| Partecipano alla prima fase | - Isole Cayman - Giamaica - Messico | - Barbados - Saint Vincent e Grenadine |

## Fase a gironi

### Zona Nord

#### Primo turno
| Arbitro: | Craig Joubert |

| |      |                       |
| 6’ Nadaud 9’ Carner 20’ tecnica 30’ Andrade 33’, 69’ Henning 39’ Nyaga 54’ Calderón 66’ Herrejón 78’ Pierre | mt   | 24’ Wade 50’ Campbell |
| 6’, 10’, 20’, 31’, 66’, 69’ Carner                                                                          | tr   | 24’, 50’ Grant        |
| 17’, 23’ Carner                                                                                             | c.p. |                       |

| Arbitro: | Keith Hodgkins |

|                         |      |                             |
| 1’ Pusey                | mt   | 20’ Tokatokauanua 53’ Blair |
| 1’ Grant                | tr   | 20’ Haywood                 |
| 8’, 23’, 60’, 80’ Grant | c.p. | 32’, 74’ Haywood            |

| Arbitro: | Paul Bretz |

|                                                                                        |      |                |
| 8’ C. Bunce 22’ Blair 35’, 73’ Tokatokauanua 43’ Josh Clark 51’ Joel Clark 57’ Compton | mt   | 30’ Andrade    |
| 8’, 22’, 35’, 57’ Haywood                                                              | tr   | 30’ Carner     |
| 38’ Haywood                                                                            | c.p. | 3’, 42’ Carner |

#### Classifica primo turno
|  | Squadra      | G | V | N | P | P+ | P- | P±  | B | PT |
|  | ------------ | - | - | - | - | -- | -- | --- | - | -- |
|  | Isole Cayman | 2 | 1 | 0 | 1 | 64 | 32 | +32 | 2 | 6  |
|  | Messico      | 2 | 1 | 0 | 1 | 81 | 60 | +21 | 1 | 5  |
|  | Giamaica     | 2 | 1 | 0 | 1 | 33 | 86 | -53 | 0 | 4  |

#### Secondo turno
| Arbitro: | Andrew Hosie |

|               |      |             |
| 35’ Hurdle    | mt   |             |
| 35’ Henderson | tr   |             |
|               | c.p. | 16’ Haywood |

| Arbitro: | Tom Lyons |

|                                            |      |              |
| 43’ Blair 61’ Tokatokauanua 73’, 76’ Cribb | mt   | 38’ Woodside |
| 43’, 61’ Haywood                           | tr   | 38’ Salabie  |
| 17’ Haywood                                | c.p. |              |

| Arbitro: | Aruna Ranaweera |

|            |      |                        |
| 21’ Beadle | mt   | 42’ Campbell           |
|            | tr   | 42’ Henderson          |
| 21’ Beadle | c.p. | 9’, 27’, 33’ Henderson |

#### Classifica finale Zona Nord
|  | Squadra      | G | V | N | P | P+ | P- | P±  | B | PT |
|  | ------------ | - | - | - | - | -- | -- | --- | - | -- |
|  | Bermuda      | 2 | 2 | 0 | 0 | 23 | 11 | +12 | 0 | 8  |
|  | Isole Cayman | 2 | 1 | 0 | 1 | 30 | 14 | +16 | 1 | 6  |
|  | Bahamas      | 2 | 0 | 0 | 2 | 15 | 43 | -28 | 0 | 0  |

### Zona Sud

#### Primo turno
| Arbitro: | Alwyne Etwah |

|              |      |                                                     |
|              | mt   | 5’, 16’, 61’ Forde 27’ Ward 33’ Miller 46’ Springer |
|              | tr   | 28’, 62’ Carter                                     |
| 57’ Gallaway | c.p. |                                                     |

| Arbitro: | Alasdair Robertson |

| |    |  |
| 9’ Moseley-Clarke 12’, 80’ Bowen 33’ Chase 47’ Murrell 51’ Miller 59’ N. Forde 67’ D. Forde 73’ Downes | mt |  |
| 12’, 33’, 80’ Carter                                                                                   | tr |  |

#### Classifica primo turno
|  | Squadra                   | G | V | N | P | P+ | P- | P±  | B | PT |
|  | ------------------------- | - | - | - | - | -- | -- | --- | - | -- |
|  | Barbados                  | 2 | 2 | 0 | 0 | 85 | 3  | +82 | 2 | 10 |
|  | Saint Vincent e Grenadine | 2 | 0 | 0 | 2 | 3  | 85 | -82 | 0 | 0  |

#### Secondo turno
| Arbitro: | Pablo Septien |

|                                                  |      |            |
| 22’ Kelly 38’, 48’ Phillip 62’ Clark 67’ Quashie | mt   |            |
| 38’, 48’ McLean                                  | tr   |            |
| 5’ McLean                                        | c.p. | 31’ Carter |

| Arbitro: | Bryan Arciero |

|                 |    |                        |
| 23’, 41’ Stoute | mt | 36’ Bailey 55’ Hinkson |

| Arbitro: | George Nicholson |

|                     |      |  |
| 36’ Henry 48’ Butts | mt   |  |
| 36’, 48’ Gonsalves  | tr   |  |
| 59’, 73’ Gonsalves  | c.p. |  |

#### Classifica finale Zona Sud
|  | Squadra           | G | V | N | P | P+ | P- | P±  | B | PT |
|  | ----------------- | - | - | - | - | -- | -- | --- | - | -- |
|  | Guyana            | 2 | 1 | 1 | 0 | 30 | 10 | +20 | 0 | 6  |
|  | Trinidad e Tobago | 2 | 1 | 0 | 1 | 32 | 23 | +9  | 1 | 5  |
|  | Barbados          | 2 | 0 | 1 | 1 | 13 | 42 | -29 | 0 | 2  |

## Finale
| Arbitro: | Pablo Septien |

|                           |      |  |
| 27’ Pringle 63’ Henderson | mt   |  |
| 27’ Henderson             | tr   |  |
| 4’, 18’ Henderson         | c.p. |  |